# Rhaphiochaeta breviseta
Rhaphiochaeta breviseta là một loài ruồi trong họ Tachinidae.